# Personalbedarfsplanung
Die Personalbedarfsplanung ist ein zentrales Element des betrieblichen Personalmanagements und stellt die Verbindung zwischen betrieblicher Leistungsplanung (Produktions- und Absatzplanung) und der Personaleinsatzplanung dar.

## Allgemeines
Im Rahmen der Personalbedarfsplanung wird festgelegt „wie viele Mitarbeiter, welcher Qualifikation, zu welchen Zeitpunkten, an welchen Orten und mit welchem Wert zur Realisation des geplanten Produktions- und Leistungsprogramms erforderlich sind“. Hierbei soll sie den kurz-, mittel- und langfristigen Personalbedarf absichern und zugleich eine Prognostizierung des abzudeckenden Arbeitsvolumens und des Zeitaufwands der Arbeit vornehmen. Ziel der Personalbedarfsplanung ist eine genaue Spezifizierung der Planungsgrößen:
- Quantität: erforderliches Personal,
- Qualität: erforderliche Qualifikationen,
- Zeitpunkt/Zeitraum: ab wann und bis wann und
- Arbeitsort: Filiale, Abteilung, Arbeitsplatz.

Der Charakter der Personalplanung wird insbesondere durch die personalpolitische Ausrichtung des Unternehmens bestimmt, welche spezifische Grundsätze für die Themenfelder Beschaffung, Einsatz, Entgelt (Personalkosten), Entwicklung und Abbau des Personals festlegt. Die Personalbedarfsplanung stellt somit die Verbindung zwischen den personalpolitischen Teilfunktionen bzw. Instrumenten des Personalmanagements dar. Wissenschaftlich werden die Konzepte der Personalbedarfsplanung als zentraler Baustein des Personalmanagements in der Betriebswirtschaftslehre und in der Arbeitswissenschaft diskutiert.

## Arten des Personalbedarfs
Im Rahmen der Personalplanung wird bei der Bedarfsbestimmung zwischen dem Bruttopersonalbedarf (SOLL) und dem Nettopersonalbedarf (IST) differenziert. Der Soll- oder auch Bruttopersonalbedarf definiert die Menge aller Personen einer bestimmten Personalkategorie, die für eine Leistungserstellung insgesamt erforderlich ist. Hierbei ergibt er sich aus der Summe der drei folgenden Bedarfe für einen definierten Zeitraum:
1. Einsatzbedarf:[9]  beschreibt den Bedarf an menschlicher Arbeitsleistung, die zum Erfüllen der Unternehmensaufgaben erforderlich ist.
2. Reservebedarf:[10] beschreibt den zusätzlichen Personalbedarf, der durch Arbeitsausfälle in Form von Krankheit, Urlaub, Unfall etc. hervorgerufen wird.
3. Zusatzbedarf:[11] beinhaltet kurzfristig zusätzlich benötigtes Personal aufgrund von saisonalen Schwankungen, wie z. B. Erntezeiten (Saisonbetriebe).

Der Ist- bzw. Nettopersonalbedarf ergibt sich als Ergebnis des Abgleichs von Bruttopersonalbedarf und Personalbestand. Die Ermittlung erfolgt meist in Form einer Rückwärtsrechnung. Nach Abgleich der Realität mit dem Soll-Zustand ergeben sich drei Bedarfsarten:
1. Neubedarf:[13] liegt dann vor, wenn der Soll-Bestand zukünftig erhöht werden soll, z. B. bei der Änderung der Organisationsform, bei Geschäftsfelderweiterungen oder bei der Neueinführung von Arbeitsmitteln.
2. Ersatzbedarf:[13] entsteht dann, wenn Personal planmäßig oder unvorhersehbar ausscheidet und eine Stelle vakant wird.
3. Freistellungsbedarf:[14] bezeichnet die Situation, in der derzeit mehr Personal vorhanden ist, als per SOLL benötigt wird. Dieses ist dann freizustellen.

## Methoden der Personalbedarfsermittlung
Bei der Ermittlung des Personalbedarfs kann zwischen einer qualitativen und einer quantitativen Herangehensweise unterschieden werden. Die qualitative Komponente der Bedarfsermittlung stellt die Festlegung von Kompetenzen in den Vordergrund, die zur Erfüllung der aktuellen und zukünftigen Leistungsanforderungen erforderlich sind. Eine mengenmäßige Kalkulation des Personalbedarfs erfolgt im Rahmen der quantitativen Personalbedarfsermittlung.

### Qualitative Personalbedarfsermittlung
Die qualitative Personalbedarfsplanung fokussiert die Ermittlung und Ableitung von Fähigkeiten, Kenntnissen und Verhaltensweisen, über die ein Mitarbeiter verfügen sollten, um den definierten Arbeitsaufgaben nachkommen zu können. Die Anforderungen hierzu werden aus gegenwärtigen und zukünftigen Aufgaben abgeleitet. Die Art und Höhe der Anforderungen, die eine Person als Qualifikation aufweisen muss, um die Stelle auszuführen, kann für jede Stelle in Form eines Anforderungsprofils ermittelt werden. Grundsätzlich hat eine Person jedoch ein größeres Fähigkeitenprofil, als eine Stelle Anforderungen. Die Arbeitswissenschaft hält zur Ausgestaltung von Anforderungsprofilen verschiedene Schemata bereit, wie das „Genfer Schema“ sowie das erweiternde „REFA Schema“. Diese beiden Schemata beinhalten Gruppen von Eigenschaften zur inhaltlichen Gliederung des Anforderungsprofils.
Weitere Werkzeuge der qualitativen Personalbedarfsermittlung sind u. a.:
- Position Analysis Questionnaire oder „Fragebogen zur Arbeitsanalyse“
- Tätigkeitskategorien und Qualifikationsgruppen
- VOBS (verhaltensorientierte Beurteilungsskalen)
- Berufsklassifikationen

### Quantitative Personalbedarfsermittlung
Die quantitative Personalbedarfsplanung befasst sich mit der Ermittlung der Zielgröße, wie viele Personen für die Abwicklung eines geplanten Leistungsumfangs benötigt werden. Dabei wird entweder simultan oder getrennt von der eigentlichen Planung (Einsatzbedarf) ein Reservebedarf bestimmt. Dieser ermöglicht es Verarbeitungsspitzen abzudecken oder auftretende Ausfälle durch Urlaub, Krankheit oder Fortbildung zu kompensieren. Methodisch werden in der betrieblichen Praxis insbesondere zwei Herangehensweisen angewendet, um eine quantitative Ermittlung des Bruttopersonalbedarfs vorzunehmen: Schätzverfahren und Kennzahlenmethoden.

#### Schätzverfahren
Grundidee der Schätzverfahren ist es, Vorgesetzte in Fachabteilungen darüber zu befragen, wie viele Mitarbeiter sie in Zukunft benötigen. Diese Kalkulationen beruhen dabei auf subjektiven Einschätzungen. In der Praxis ist diese Schätzmethodik weit verbreitet. Begründet ist dies insbesondere in der universellen Einsetzbarkeit, der leichten Anwendbarkeit sowie an dem Umstand, dass der Impuls für Personalveränderungen vom unmittelbar in den Prozess involvierten Abteilungsverantwortlichen ausgeht. Die Hinzunahme von Experten zur Kalkulation zukünftiger Personalbedarfe unterstützt bei der Objektivierung des Analyseergebnisses. Über ein kombiniertes Vorgehen, bei dem systematische Expertenbefragungen an Vorstellungen von Personal- und Abteilungsverantwortlichen gespiegelt werden, lässt sich nach iterativer Diskussion der Schätzung ein quantitativer Bedarf ermitteln. In der betrieblichen Praxis kommt dieses Verfahren insbesondere für größere Unternehmen in Frage.

#### Kennzahlenmethode
Im Gegensatz zu den Schätzverfahren greift die Mehrheit der Kennzahlenmethoden auf objektive Daten zurück. Die Menge und Detaillierung der verwendeten Daten kann dabei variieren. Globale Kennzahlen, Kennzahlengeflechte und detaillierte Kennzahlenmethoden bieten hierzu aufsteigende Genauigkeiten.

##### Globale Kennzahlen
Über die Verwendung von Vergangenheitsbeziehungen können Zusammenhänge zwischen Leistung und quantitativem Personalbedarf hergestellt werden. So kann beispielsweise für die Personalplanung einer Vertriebsabteilung über die Ermittlung des Durchschnittsumsatzes eines Verkäufers und einer gewünschten Umsatzplanung eine konkrete Bedarfskalkulation erfolgen. Lassen sich für diese konkreten Anwendungsfälle konstante (lineare) Faustformeln formulieren, so ist es möglich, dies im Rahmen von Trendfortschreibungen als Basis für Personalbedarfsplanungen zu nutzen.

##### Kennzahlengeflechte
Detaillierte Analysen auf Kennzahlenebene greifen weiter als globale Bedarfsprognosen beispielsweise anhand von Trendaussagen, indem sie meist multivariate Analysen des gegebenen Datenmaterials beinhalten. Über die Erstellung einer Stufenregression werden verschiedene betriebswirtschaftliche Zielgrößen verknüpft und personalbezogene Entwicklungen abgeleitet. Korrelationsanalysen bieten die Möglichkeit, verschiedene Unternehmensgruppen und -hierarchien ins Verhältnis zu setzen und dabei Hinweise auf die Personalstruktur sowie etwaige gruppenspezifische Schieflagen zu liefern.

##### Detaillierte Kennzahlenmethoden
Grundlage dieser Berechnungsmethoden sind Einbeziehung von konkreten Arbeitsmengen und Arbeitszeit mit unterschiedlichem Konkretisierungsgrad. Das Produkt von Arbeitsmenge und Zeitbedarf je Arbeitsgang dividiert durch die übliche Arbeitszeit pro Arbeitskraft – die z. B. durch auf ca. 1600 Stunden pro Jahr pro Person geschätzt werden kann – ergibt dabei den Bruttopersonalbedarf. Zur Ermittlung des Zeitbedarfs je Arbeitsgang (Grundzeit eines Arbeitsvorgangs) kann auf verschiedene Methoden zurückgegriffen werden:
- Messung mittels Zeitmessgerät (MTM, Methoden-Zeit-Messung)
- Beobachtung (z. B. Multimomentstudien)
- Befragung (z. B. Selbstaufschreibung, Laufzettel)
- Schätzung (z. B. Einzelaufschreibungen von Teilaufgaben)[22]

Das Vorkommen der Arbeitsmenge kann entweder durch Vollerhebung, Stichproben oder analytische Schätzverfahren ermittelt werden. Einfluss auf das Vorkommen hat in besonderem Maße das geplante Leistungsprogramm des Betrachtungszeitraums.
Der Vergleich des Arbeitszeitangebots und des Arbeitszeitbedarfs ergibt dann den quantitativen Personalbedarf. Die quantitative Planung vervollständigt damit die qualitative Planung.

#### Headcount: Beispiel der quantitativen Personalbedarfsplanung
Bei der Planung der Quantität wird, meistens zu statistischen Zwecken, entweder mittels einer Rechnung in Personentagen oder FTEs (Full-Time-Equivalent) das Gesamtvolumen der Arbeitszeit betrachtet, oder aber es wird vereinfachend darauf zurückgegriffen, Köpfe zu zählen (Headcount). Für die Planung des Headcount kann man folgende Formel anwenden:
```
Zukünftiger Personalbestand = aktueller Bestand + Zugänge - Abgänge (Bz = Ba + Z - A).
```

Detaillierter lässt sich dies folgendermaßen darstellen:
```
  Gegenwärtig bestehende Stellen      1.800
+ Anzahl neuer Stellen                  150
- Anzahl entfallender Stellen           100
-------------------------------------------
= Bruttopersonalbedarf                1.850
  Gegenwärtiger Personalbestand       2.000
+ feststehende Zugänge                  100
- feststehende Abgänge                  200
- voraussichtliche Abgänge              100
-------------------------------------------
= Fortgeschriebener Personalbestand   1.800
  Bruttopersonalbedarf                1.850
- Fortgeschriebener Personalbestand   1.800
= Nettopersonalbedarf                    50

===========================================
```

## Zusammenspiel von Personalbedarf und Leistungsstunden
Üblicherweise beginnt die Planung des Personalbedarfs bei den gewünschten Leistungsstunden (auch Nettopersonalbedarf genannt), die sich z. B. aus dem gewünschten Serviceniveau eines Dienstleistungsunternehmens oder dem angestrebten Leistungsvolumen der Organisation ergeben. Fallweise wird aber auch vom gesamten Personalbedarf her geplant (z. B. bei Rekrutierungsengpässen, nicht veränderbaren Budgets) und geprüft welcher Nettobedarf damit abdeckbar ist. Beim gesamten Personalbedarf (auch Bruttopersonalbedarf genannt) werden auch alle anderen Arbeitszeiten neben den Leistungsstunden berücksichtigt (z. B. bezahlte Pausen, Übergabezeiten, Zeiten für Krankenstand und Urlaub).
Insbesondere im Bereich von Dienstleistungsunternehmen (z. B. Call-Center, Handel, Gesundheitseinrichtungen, Logistik) geht es im Zuge der Personalbedarfsplanung um die detaillierte Bestimmung des Personalbedarfs nach verschiedenen Zeitpunkten (z. B. Personalbedarf im tageszeitlichen Verlauf, an verschiedenen Wochentagen, im Verlauf des Jahres). Nettopersonalbedarf und Bruttopersonalbedarf können dabei erheblich voneinander abweichen, insbesondere wenn durch Nettobedarfsspitzen oder Nettobedarfstäler keine arbeitswissenschaftlich angemessenen Schichtpläne gefunden werden können, die gut zum tageszeitlichen Verlaufsprofil des Nettopersonalbedarfs passen.

## Personalbedarfsplanung in öffentlichen Verwaltungen
Auch in öffentlichen Verwaltungen findet Personalbedarfsplanung statt. So wird für die brandenburgische Landesverwaltung regelmäßig von der Landesregierung eine Personalbedarfsplanung aufgestellt und beschlossen.